# Tomosvaryella immutata
Tomosvaryella immutata är en tvåvingeart som först beskrevs av Becker 1913.  Tomosvaryella immutata ingår i släktet Tomosvaryella och familjen ögonflugor. Inga underarter finns listade i Catalogue of Life.